# Krišovská Liesková
Krišovská Liesková (in ungherese Mokcsamogyorós) è un comune della Slovacchia facente parte del distretto di Michalovce, nella regione di Košice.